# Seznam estonskih pianistov
Seznam estonskih pianistov.

## K
- Mari Kalkun

## L
- Käbi Laretei (1922-2014)
- Urmas Lattikas (1960)

## R
- Kalle Randalu (1955)
- Rein Rannap (1953)
- Vardo Rumessen (1942-2015)

## S
- Uku Suviste (1982)

## V
- Arbo Valdma (1942)